# Бозай (Абайская область)
Бозай (каз. Бозай, до 1994 г. — Будённое) — село в Аягозском районе Абайской области Казахстана. Входит в состав Мамырсуского сельского округа. Код КАТО — 633481300.

## Население
В 1999 году население села составляло 461 человек (226 мужчин и 235 женщин). По данным переписи 2009 года, в селе проживало 435 человек (218 мужчин и 217 женщин).